# Jørgen Friis
Pour les articles homonymes, voir Friis.
Jørgen Friis (décédé en 1616 à Skørping) était un noble danois et Gouverneur général de Norvège de 1601 à 1608.
Il appartenait à la vieille noblesse danoise. À partir de son premier mariage (sur trois au total) qui a été conclu en 1573, on peut supposer qu'il est né vers 1550-1553. Il a commencé sa carrière en 1576, quand il a servi dans la suite du roi lors d'une campagne dans le Mecklembourg. À partir de 1596, il a été membre du conseil national.
Il est nommé en 1601 lensherre d'Akershus et Gouverneur général de Norvège. En tant que gouverneur, il a travaillé à collecter les anciennes lois de Magnus VI de Norvège, de les faire traduire et de rédiger la Loi pour la Norvège de Christian IV qui est imprimée en 1604 et entré en vigueur en 1605.
Après 1608, il retourne chez lui au Danemark, et devient lensherre du fief de Seilstrup.